# Henri de Ziégler

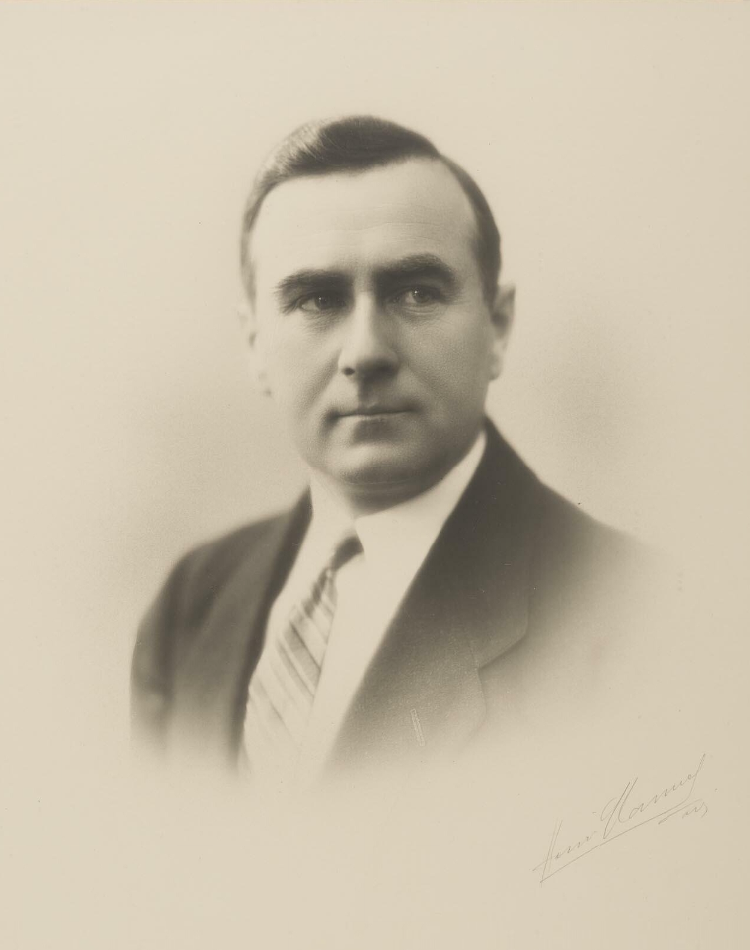
Fotografia da Henri Manuel, c. 1920

Henry de Ziégler (Ginevra, 18 luglio 1885 – Ginevra, 21 marzo 1970) è stato un filologo, romanziere e letterato svizzero.

## Biografia
Studiò lettere a Ginevra e Vienna, conseguendo il dottorato in filosofia. Fu professore di letteratura italiana all'Università di Ginevra di cui fu anche rettore dal 1954-56. Fu anche docente di letteratura italiana all'Università di Genova  e tra i fondatori della "Société genevoise d'études italiennes". Tradusse in francese opere degli scrittori ticinesi Francesco Chiesa e Giuseppe Zoppi e fu presidente della "Società svizzera degli scrittori".
Si distinse anche come romanziere (Les deux Romes, 1925; Le bourdon du pèlerin, 1931), e biografo (Vie de l'empereur Frédéric II de Hohenstaufen, 1935)